# Verwaltungsgliederung Liechtensteins

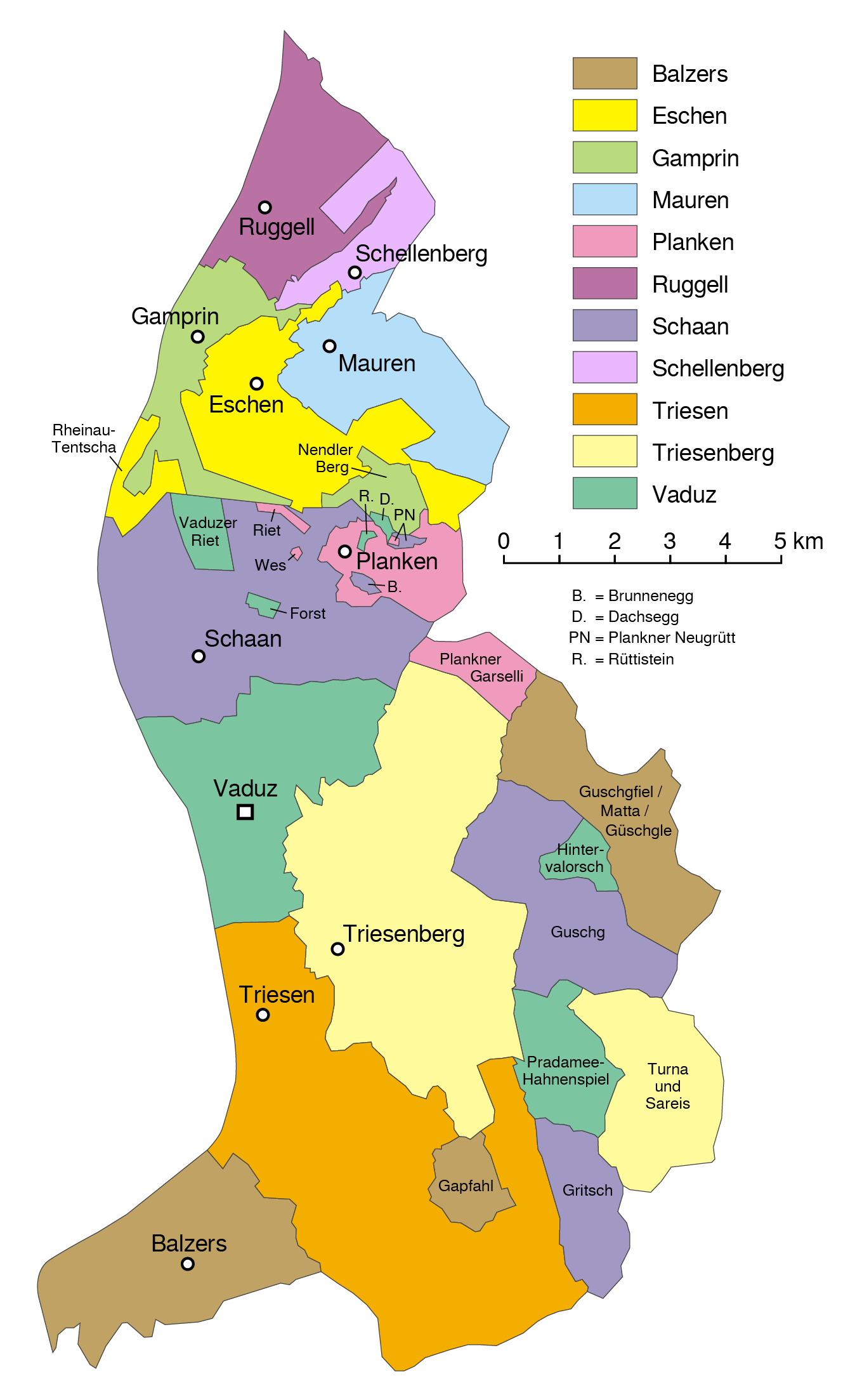
Gemeinden mit Exklaven

Das Fürstentum Liechtenstein ist in zwei Wahlkreise und elf Gemeinden unterteilt. Fünf Gemeinden gehören der Region Unterland (historische Herrschaft Schellenberg) an, die restlichen sechs Gemeinden der Region Oberland (historische Grafschaft Vaduz). Schellenberg und Vaduz waren früher Reichsherrschaften (die Herrschaft Schellenberg wurde 1699 durch die Fürsten von Liechtenstein erworben, und die Grafschaft Vaduz 1712), und in den 1930er-Jahren Verwaltungsbezirke. Heute sind es Wahlkreise ohne Verwaltungsfunktion.

## Politischer Status des Unterlandes und des Oberlandes
In Artikel 1 der Verfassung des Fürstentums Liechtenstein wird davon gesprochen, dass das Fürstentum einen „Staatsverband von zwei Landschaften mit elf Gemeinden“ bildet. Aufgrund dieser Bestimmung könnte man meinen, dass die beiden Landschaften staatsrechtlich eine hohe Bedeutung haben, ähnlich wie ein US-Bundesstaat, ein Schweizer Kanton oder ein österreichisches oder deutsches Bundesland. Entgegen der liechtensteinischen Gemeinden haben die beiden Landschaften, das Oberland und das Unterland, keinen Anteil an der Staatsgewalt. Die beiden Landschaften tragen und vollziehen keine hoheitlichen Aufgaben. Eine Funktion haben die Landschaften lediglich bei den Landtagswahlen, wo die Landschaften jeweils einen Wahlkreis bilden. Diese zwei Wahlkreise sind keinem anderen Wahlkreis untergeordnet – ein landesweiter Wahlkreis existiert nicht. Der Staatsgerichtshof sieht die beiden Wahlkreise als „föderalistisches Element“, dies darf aber nicht überbewertet werden: das Ober- und Unterland haben kein eigenes Parlament, sondern bilden „nur“ die Wahlkreise für die Wahl des gesamtstaatlichen Parlaments. Liechtenstein ist ein Einheitsstaat. Es gibt keine föderale Untergliederungen des Staates, die über eigene Gesetzgebungskompetenzen verfügen. Dennoch ist Liechtenstein nicht zentralisiert, da die Gemeinden Verwaltungsaufgaben ausüben und formelle Satzungen und generelle Anordnungen erlassen.

## Gemeinden
| Wappen                               | Postleitzahl, Gemeindename | Einwohner 30. Juni 2022 | Ausländer in Prozent | Einwohner- dichte | Fläche in km² | Orte                                               | Wahlkreis |
| ------------------------------------ | -------------------------- | ----------------------- | -------------------- | ----------------- | ------------- | -------------------------------------------------- | --------- |
| Wappen der Gemeinde Ruggell          | 9491 Ruggell               | 2474                    | 27,4                 | 335               | 7,378         | Ruggell                                            | Unterland |
| Wappen der Gemeinde Schellenberg     | 9488 Schellenberg          | 1113                    | 26,1                 | 313               | 3,559         | Schellenberg                                       | Unterland |
| Wappen der Gemeinde Gamprin          | 9487 Gamprin               | 1728                    | 31,5                 | 279               | 6,188         | Gamprin, Bendern                                   | Unterland |
| Wappen der Gemeinde Eschen           | 9492 Eschen                | 4573                    | 34,8                 | 441               | 10,381        | Eschen, Nendeln                                    | Unterland |
| Wappen der Gemeinde Mauren           | 9493 Mauren                | 4513                    | 38,8                 | 602               | 7,491         | Mauren, Schaanwald                                 | Unterland |
| Wappen der Gemeinde Schaan           | 9494 Schaan                | 6049                    | 37,4                 | 225               | 26,920        | Schaan                                             | Oberland  |
| Wappen der Gemeinde Planken          | 9498 Planken               | 480                     | 26,7                 | 90                | 5,341         | Planken                                            | Oberland  |
| Wappen der Gemeinde Vaduz            | 9490 Vaduz                 | 5771                    | 42,2                 | 333               | 17,315        | Vaduz                                              | Oberland  |
| Wappen der Gemeinde Triesenberg      | 9497 Triesenberg           | 2632                    | 21,7                 | 89                | 29,694        | Triesenberg, Masescha, Silum, Gaflei, Steg, Malbun | Oberland  |
| Wappen der Gemeinde Triesen          | 9495 Triesen               | 5423                    | 37,5                 | 205               | 26,479        | Triesen                                            | Oberland  |
| Wappen der Gemeinde Balzers          | 9496 Balzers               | 4688                    | 27,1                 | 238               | 19,731        | Balzers, Mäls                                      | Oberland  |
| Wappen des Fürstentums Liechtenstein | Fürstentum Liechtenstein   | 39'444                  | 34,4                 | 246               | 160,477       |                                                    |           |

## Ex- und Enklaven
Die Gemeinden Liechtensteins weisen trotz ihrer geringen Grösse komplexe Formen in ihrer territorialen Ausdehnung auf. Sieben Gemeinden umfassen neben einem Hauptteil auch eine oder mehrere Exklaven, wie die Gemeindekarte zeigt. Dabei handelt es sich häufig um die Berggebiete des Rhätikon, im Osten des Landes. Nur vier der insgesamt 19 Exklaven sind gleichzeitig Enklaven, da nur sie vollständig jeweils vom Gebiet einer einzigen Gemeinde umgeben sind.
| Gemeinde     | Ex- und Enklaven |
| ------------ | --- |
| Balzers      | zwei Exklaven (Gapfahl 1,786 km², Guschgfiel/Matta/Güschgle 7,598 km²) |
| Eschen       | eine Exklave (Rheinau-Tentscha 1,379 km²) |
| Gamprin      | eine Exklave (Nendler Berg 1,417 km²) |
| Mauren       | - |
| Planken      | vier Exklaven (Riet-Äscher 0,169 km², Wes 0,031 km², Plankner Neugrütt 0,030 km², Plankner Garselli 1,867 km²) zwei Enklaven (Brunnenegg – Gemeinde Schaan, Rüttistein – Gemeinde Vaduz)      |
| Ruggell      | - |
| Schaan       | vier Exklaven (Brunnenegg 0,124 km², Plankner Neugrütt 0,010 km², Gritsch 3,429 km², Guschg/Vorder-/Mittlervalorsch 7,596 km²) zwei Enklaven (Wes – Gemeinde Planken, Forst – Gemeinde Vaduz) |
| Schellenberg | - |
| Triesen      | - |
| Triesenberg  | eine Exklave (Malbun mit den Alpen Turna und Sareis 6,599 km²) |
| Vaduz        | sechs Exklaven (Vaduzer Riet 1,100 km², Forst 0,161 km², Rüttistein 0,064 km², Dachsegg (auch Dachseck) 0,108 km², Hintervalorsch 1,057 km², Pradamee-Hahnenspiel 3,689 km²)                  |